# Andrid
Andrid (węg. Érendréd) – wieś w Rumunii, w okręgu Satu Mare, w gminie Andrid. W 2011 roku liczyła 1187 mieszkańców. 